# هاینتس کنزالیک
هاینتس کنزالیک  (آلمانی: Heinz G. Konsalik؛ ۲۸ مهٔ ۱۹۲۱ – ۲ اکتبر ۱۹۹۹) یک خبرنگار اهل آلمان بود.